# Alexander Conrady
Alexander Conrady (16 juillet 1903 à Neu-Ulm - 21 décembre 1983 à Augsbourg) est un Generalmajor allemand qui a servi au sein de la Heer dans la Wehrmacht pendant la Seconde Guerre mondiale.
Il a été récipiendaire de la croix de chevalier de la croix de fer avec feuilles de chêne. La croix de chevalier de la croix de fer et son grade supérieur, les feuilles de chêne, sont attribués pour récompenser un acte d'une extrême bravoure sur le champ de bataille ou un commandement militaire accompli avec succès.

## Biographie
Alexander Conrady est capturé par les troupes soviétiques durant l'opération Bagration et reste en captivité jusqu'en 1954.

## Décorations
- Croix de fer (1939)
  - 2e classe (4 octobre 1939)
  - 1re classe (2 juillet 1940)
- Médaille du Mur de l'Ouest
- Insigne des blessés (1939)
  - en Noir (29 décembre 1941)
- Médaille du Front de l'Est (16 juillet 1942)
- Insigne de combat d'infanterie (23 novembre 1941)
- Croix allemande en or (24 décembre 1941)
- Croix de chevalier de la croix de fer avec feuilles de chêne
  - Croix de chevalier le 17 octobre 1942 en tant que oberstleutnant et commandant du I. / Infanterie-Regiment 118[1]
  - 279e feuilles de chêne le 22 août 1943 en tant que oberst et commandant du Grenadier-Regiment 118[2]
- Mentionné dans la bulletin quotidien radiophonique de l'armée : le Wehrmachtbericht (9 février 1944)